# Jerry Zucker (företagsledare)
Jerry Zucker, född 24 augusti 1949, död 12 april 2008, var en israelisk-amerikansk företagsledare och filantrop. Han ägde och kontrollerade förvaltningsbolaget The Intertech Group, som i sin tur ägde bland annat Hudson Bay-kompaniet, både minoritet och majoritet mellan 2003 och 2008. Den amerikanska ekonomitidskriften Forbes rankade Zucker till att vara världens 962:a rikaste med en förmögenhet på 1,2 miljarder amerikanska dollar vid hans död.
Zucker via Intertech hade också fler än 350 patent till sitt ägande. Han ägde 25% av ishockeylaget South Carolina Stingrays i ECHL.
Han avlade kandidatexamen i fysik, kemi och matematik samt en master of science i elektroteknik vid University of Florida.
Han var gift med Anita Zucker från 1970 och till och med hans död.
Den 12 april 2008 avled Zucker på grund av hjärncancer.